# علي الجمال
علي عوض صالح الجمّال (1947-2018) هو أسير فلسطيني سابق، ومن أعضاء الجبهة الشعبية لتحرير فلسطين. يُعتبر صاحب أطول فترة اعتقال إداري في السجون الإسرائيلية، حيثُ قضى فترة 7 أعوام متواصلة في الاعتقال الإداري.

## حياته
وُلد علي في 30 يناير 1947 في جنين، درسَ في المدرسة العربية في جنين، وكانَ قد تُوفي والده عام 1948 ضمن المعارك التي حصلت في جنين. في بدايته، انضمَ علي إلى حركة القوميين العرب، وفيما بعد إلى الجبهة الشعبية لتحرير فلسطين وكانت في بدايات تأسيسها. في بداية سبعينات القرن العشرين سافر إلى بيروت، وقضى فيها عدة سنوات ثُمَ عادَ إلى دولة فلسطين.
اعتُقل بتاريخ 9 مايو 1975 على أثر مقتل ضابط إسرائيلي في سوق مدينة جنين عام 1974، وكان قد تَعرض لتحقيق قاسي في مركز التحقيق لمدة 100 يوم، وفيما بعد حُولَ إلى الاعتقال الإداري. سجّل أطول فترة اعتقال إداري في تاريخ الحركة الوطنية الأسيرة في فلسطين لمدة 7 سنوات، حيثُ قضى هذه المُدة بشكلٍ متواصل، وخاضَ مع مجموعة من رفاقه أطول إضراب مطالبي في تاريخ الحركة الوطنية الأسيرة لمدة عام.
في 3 مارس 1982، أُطلق سراحه، وبعدها تعرض للإقامة الجبرية لأكثر من سنتين، وفيما بعد اعتقلَ مرةً أخرى على إثر مظاهرات خرجت في جنين، وأمضى بعدها فترة مُتنقلًا بين السجون. بعد اندلاع الانتفاضة تعرض لسلسة من الاعتقالات المُتتالية والتي أمضى خلالها شهورًا طويلة، حيثُ بلغَ مجموعة السنوات التي تعرض فيها للاعتقال أكثر من 10 سنوات.

## وفاته
تُوفي في مدينة جنين بتاريخ 16 أبريل 2018.